# Antar Zerguelaïne
Antar Zerguelaïne (in arabo عنتر زرق العين‎?; Jijel, 4 gennaio 1985) è un mezzofondista algerino, specializzato nei 1500 metri piani.
Vinse l'oro ai Giochi del Mediterraneo di Pescara.

## Progressione

### 800 metri piani
| Stagione | Risultato | Luogo      | Data       | Rank. Mond. |
| -------- | --------- | ---------- | ---------- | ----------- |
| 2010     | 1'47"60   | Rabat      | 06-06-2010 | -           |
| 2009     | 1'46"34   | Casablanca | 14-06-2009 | -           |
| 2008     | 1'45"81   | Rabat      | 14-06-2008 | -           |
| 2005     | 1'46"56   | Rabat      | 18-06-2005 | -           |
| 2004     | 1'47"33   | Algeri     | 22-09-2004 | -           |

### 1500 metri piani
| Stagione | Risultato | Luogo   | Data      | Rank. Mond. |
| -------- | --------- | ------- | --------- | ----------- |
| 2012     | 3'35"87   | Algeri  | 8-7-2012  | -           |
| 2010     | 3'34"82   | Roma    | 10-6-2010 | -           |
| 2009     | 3'31"21   | Monaco  | 28-7-2009 | -           |
| 2008     | 3'33"32   | Doha    | 9-5-2008  | -           |
| 2007     | 3'34"32   | Atene   | 2-7-2007  | -           |
| 2006     | 3'39"75   | Doha    | 12-5-2006 | -           |
| 2005     | 3'31"95   | Berlino | 4-9-2005  | -           |
| 2004     | .3'40"99  | Annaba  | 1-7-2004  | -           |

### 3000 metri piani
| Stagione | Risultato | Luogo  | Data      | Rank. Mond. |
| -------- | --------- | ------ | --------- | ----------- |
| 2012     | 8'21"95   | Doha   | 11-5-2012 | -           |
| 2008     | 7'47"68   | Parigi | 18-7-2008 | -           |

## Palmarès
| Anno | Manifestazione          | Sede          | Evento       | Risultato  | Prestazione | Note |
| ---- | ----------------------- | ------------- | ------------ | ---------- | ----------- | ---- |
| 2004 | Mondiali juniores       | Grosseto      | 1500 m piani | 5º         | 3'43"19     |      |
| 2005 | Mondiali di cross       | Saint-Galmier | Individuale  | 34º        | 12'22"      |      |
| 2005 | Mondiali                | Helsinki      | 1500 m piani | Batteria   | 3'43"02     |      |
| 2006 | Mondiali di cross       | Fukuoka       | Individuale  | 77º        | 11'50"      |      |
| 2007 | Mondiali                | Osaka         | 1500 m piani | 6º         | 3'35"29     |      |
| 2008 | Giochi olimpici         | Pechino       | 1500 m piani | Semifinale | 3'40"64     |      |
| 2009 | Giochi del Mediterraneo | Pescara       | 1500 m piani | Oro        | 3'39"37     |      |
| 2009 | Mondiali                | Berlino       | 1500 m piani | Batteria   | 3'42"37     |      |

## Altre competizioni internazionali
2005
- 7º alla World Athletics Final (Monaco), 1500 metri piani - 3'36"34